# Custe o Que Custar
Custe o Que Custar, (en portugais coûte que coûte) également connu sous son acronyme CQC, est une émission de télévision humoristique brésilienne diffusée depuis le 17 mars 2008 sur le réseau de télévision brésilien Bandeirantes. Produite par Eyeworks, elle est animée par Marcelo Tas, Marco Luque et Oscar Filho.
Custe o Que Custar est l'adaptation d'un format d'émission argentin déjà existant, Caiga Quien Caiga, diffusé depuis 1995 à la télévision argentine. Le programme se présente sous la forme d'un journal télévisé, animé par trois journalistes habillé en costume noir, et traitant l'actualité à la fois politique, sportive et culturelle sur un ton humoristique et satirique. Le tout étant ponctué de reportages et d'entretiens.

L'émission a été au centre de plusieurs polémiques au Brésil au cours de son histoire. C'est dans cette émission que le député jusque là sous-médiatisé Jair Bolsonaro réalise plusieurs sorties polémiques qui deviennent virales et développent sa notoriété. 
Malgré les critiques, l'émission a été récompensé à de nombreuses reprises, remportant notamment le Prix de la presse (Troféu Imprensa) de la meilleure émission humoristique chaque année entre 2008 à 2012. 
Caiga Quien Caiga a été adaptée dans plusieurs pays, dont la France, sous le titre "Les hyènes".